# Das Eulenhaus (Marlitt)
Das Eulenhaus ist ein Roman (Liebesroman), der von E. Marlitt († 22. Juni 1887) begonnen und nach ihrem Tode, auf Anregung von Adolf Kröner, von Wilhelmine Heimburg konzipiert und fertiggestellt wurde. Die Veröffentlichung erfolgte 1888 in der Familienwochenschrift Die Gartenlaube (Nummern 1–25). Die Buchausgabe, mit Illustrationen von Carl Zopf, folgte im selben Jahr im Verlag des früheren, 1878 verstorbenen Herausgebers der „Gartenlaube“, Ernst Keil.
Der Roman erzählt die Geschichte der jungen Claudine von Gerold, die fast einer Hofintrige zum Opfer fällt, sich aber rehabilitieren kann und am Ende auch den Mann bekommt, den sie liebt.

## Handlung

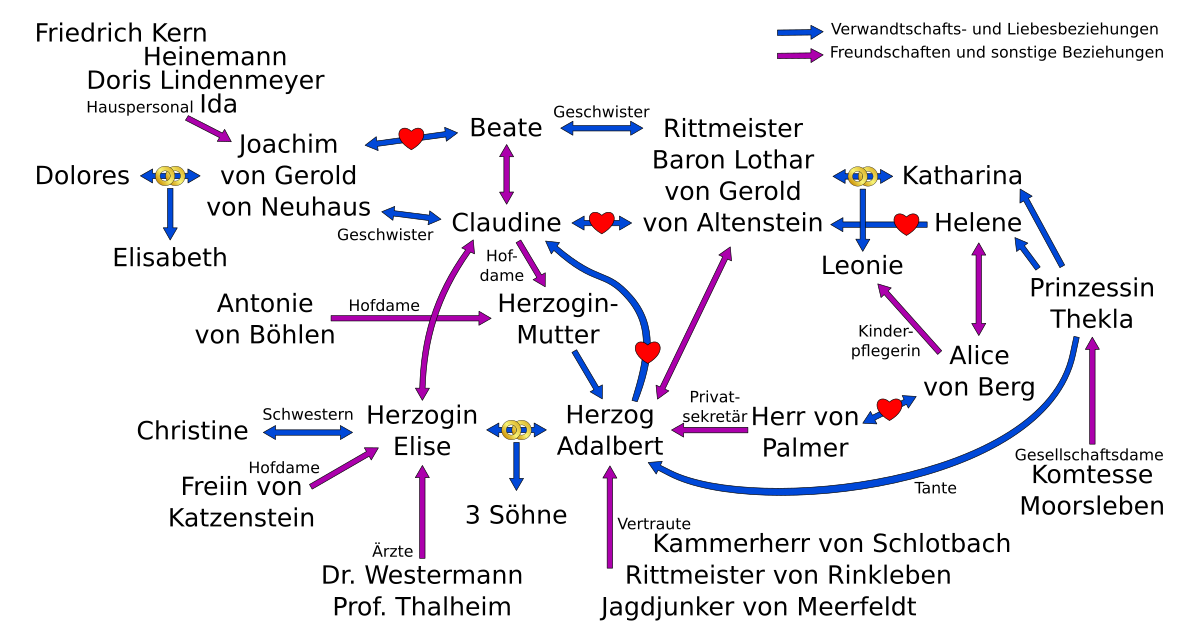
Die Personenbeziehungen im Roman

Ort der Handlung ist das fiktive Paulinenthal im Thüringer Wald, die Zeit die Gegenwart der Autorinnen, also die 1880er Jahre.
Joachim von Gerold, Witwer und Vater einer kleinen Tochter, ist ein Bücherwurm und Träumer, der zum Landwirt nicht gemacht ist und das ererbte Rittergut heruntergewirtschaftet hat. Neuhaus kommt unter den Hammer. Joachim übersiedelt ins Eulenhaus, ein bescheidenes Anwesen, das seine Großmutter ihm hinterlassen hat. Um ihm beizustehen und den Haushalt führen zu können, bittet seine 23-jährige Schwester Claudine, Hofdame der Herzogin-Mutter, die geliebte Dienstherrin um ihre Entlassung.
Neuer Eigentümer von Neuhaus wird Baron Lothar von Gerold, ein entfernter Verwandter der Geschwister. Wie Joachim ist auch Lothar Witwer und Vater einer kleinen Tochter. Er lebt auf dem ererbten Gut Altenstein, gemeinsam mit seiner Schwester Beate, die im selben Institut wie Claudine erzogen wurde und ihre Freundin ist. Claudine und Lothar lieben einander, wissen von den Gefühlen des jeweils anderen aber nichts, und durch vielfältige Missverständnisse wird das Liebes-Happy-End auch lange hinausgezögert.
Lothar ist ein Günstling des Herzogs Adalbert, der ihm Neuhaus abkauft, um dort mit seiner Frau, Herzogin Elise, den Sommer zu verbringen. Elise, die an fortgeschrittener Tuberkulose leidet, sucht Claudines Freundschaft. Dies bringt Claudine in einen furchtbaren Konflikt, denn zwar kennt ihre Wertschätzung der Herzogin keine Grenzen, doch versucht Adalbert auch, sie, Claudine, zu seiner Geliebten zu machen. Ein Brief, in dem Adalbert ihr seine Liebe gesteht, wird vom intriganten Privatsekretär des Herzogs, Herrn von Palmer, gestohlen.
Als Lothar Besuch von seiner Schwägerin, Prinzessin Helene, erhält, mischt sich in Claudines komplizierte Gefühle auch noch Eifersucht. Helene, die Lothar seit langem liebt, wird von ihrer Mutter begleitet, Prinzessin Thekla. Thekla wacht eifersüchtig darüber, dass Lothar mit keiner anderen als Helene anbandelt, denn sie fürchtet, dass jede andere ihr das geliebte Enkelkind entziehen würde. Rasch wird Claudine als die gefährlichste Rivalin ausgemacht. Durch ihre Freundin Alice von Berg, die Geliebte des Herrn von Palmer, fällt Helene der kompromittierende Brief des Herzogs in die Hände. Sie beschließt, diese Gelegenheit zu nutzen und den Brief als Beweismittel dafür ins Spiel zu bringen, dass Claudine die Geliebte des Herzogs sei. Die Adressatin, Herzogin Elise, fällt auf den Versuch, Claudine zu verleumden, aber nicht herein, sondern glaubt fest an ihre Unschuld. Da Claudine, um Elise zu schonen, über die Annäherungsversuche des Herzogs schweigen muss, würde sie der Freundin zu ihrer Entlastung am liebsten gestehen, dass sie Lothar liebt. Da sie glaubt, nicht wiedergeliebt zu werden, bleibt ihr jedoch auch dieser Ausweg verwehrt. Dass Lothar bei Hofe für Claudine Partei ergreift und ihr schließlich sogar einen Heiratsantrag macht, hält sie einen bloßen Ausdruck seiner standestypischen Ehrbegriffe.
Als Elise nach einem Blutsturz eine Bluttransfusion benötigt, bietet sich Claudine Gelegenheit zum ultimativen Beweis für ihre Treue zur Herzogin. Sie willigt ein, ihr Blut für die Kranke zu geben, und ist durch die selbstlose Tat schlagartig von allen Vorwürfen entlastet. Nach der geglückten Operation willigt Claudine in eine Verlobung mit Lothar ein, erklärt sie jedoch zur reinen Formsache, durch die zwar sie selbst, Lothar aber nicht gebunden sei.
Aus gesundheitlichen Gründen bringt der Herzog die Herzogin nach Cannes, wo ihr Zustand sich jedoch so sehr verschlechtert, dass das Paar bald in die Residenz zurückkehrt. Da Elise sie erneut zu sehen wünscht, bricht auch Claudine zur Residenz auf, nicht ohne unterwegs Zeugin zu werden, wie der herzogliche Privatsekretär Palmer ebenso wie seine Geliebte, Alice von Berg, sich absetzen. Später wird auffliegen, dass Palmer beim Herzog Geld unterschlagen hat.
Dank der Vermittlungsbemühungen von Herzogin Elise finden Claudine und Lothar endlich zusammen. Die Herzogin erlebt noch ihre Verheiratung und stirbt dann.
Drei Jahre später. Claudine und Lothar sind Eltern zweier Söhne; Lothar hat für seine Frau das Haus ihrer Kindheit, Altenstein, zurückgekauft. Auch Joachim und Beate haben als Paar zusammengefunden und geheiratet. Prinzessin Helene hat ihr Unrecht eingesehen und Claudine um Verzeihung gebeten. Sie verlobt sich mit dem Herzog.

## Autorenschaft
Die „Gartenlaube“ hatte eine Veröffentlichung des Romans ursprünglich für den Herbst 1887 angekündigt. Schon in der Vergangenheit hatte Marlitt, die an einer schmerzhaften Arthritis litt, geplante Termine immer wieder nicht einhalten können. Im Oktober 1886 erkrankte sie überdies an einer Rippenfellentzündung, an deren Folgen sie am 22. Juni 1887 auch verstarb. Darüber, wie weit ihre Arbeit an Das Eulenhaus zu diesem Zeitpunkt fortgeschritten waren, hat die „Gartenlaube“ Widersprüches verlautbaren lassen: In Heft 29/1887 hieß es, dass Marlitt den Roman „zwar nicht vollendet, aber doch so weit gefördert hat, daß derselbe in ihrem Sinne von einer dazu berufenen Kraft vollendet werden kann.“ In Heft 50/1887 dagegen war lediglich von einem „Bruchstück“ die Rede, das Marlitt hinterlassen habe. Noch klarer äußerte ein Kommentator sich Jahre später nach der Veröffentlichung in Heft 52/1906: „Ihren letzten Roman Das Eulenhaus (II, 1888) hat sie nicht mehr vollenden können; doch wurde er von einer andern Gartenlaube-Autorin, Bertha Behrens (W. Heimburg), mit großem Geschick nach eigener Erfindung vollendet, da ein Plan der verstorbenen Verfasserin nicht aufgezeichnet war.“ Auch die Literaturwissenschaftlerin Urszula Bonter geht davon aus, dass Marlitt den Roman bestenfalls angefangen hat und dass der weitaus größte Teil des Werkes von Wilhelmine Heimburg geschrieben worden ist. Heimburg hatte in der Gartenlaube bereits 1878 mit ihrem sehr erfolgreichen Roman Lumpenmüllers Lieschen debütiert und von 1884 an fast jährlich ein weiteres Werk beigetragen.
Viele der Handlungs- und Formelemente, die für Marlitts Prosawerk so charakteristisch sind, fehlen in Das Eulenhaus. So fehlt das sonst allgegenwärtige Plädoyer für religiöse Toleranz und soziale Gerechtigkeit. Obwohl die Handlung näher als in jedem anderen Marlittschen Roman am Adel platziert ist – in einem echten Marlittschen Werk würden hier Speichellecker auftreten, die sich in der Nähe zu den Hoheiten zu sonnen versuchen –, zeigt keine Figur dünkelhafte Züge.
Auf der Ebene der Handlung fehlt das Rätsel, das Marlitt sonst stets in den Mittelpunkt ihrer Romane und Erzählungen gestellt hatte. Der Roman enthält keinerlei Geheimnis, das die weibliche Hauptfigur aufzudecken hat. Untypisch ist auch, dass die Liebenden dieses Romans, Claudine und Lothar, sich bereits von Anfang an lieben und lediglich damit zu ringen haben, dass sie die Gefühle des anderen verkennen. In ihren selbst durchentwickelten Arbeiten hatte Marlitt der Liebeshandlung dadurch Würze und Lebendigkeit verliehen, dass sie die Liebe stets im Spannungsfeld einer anfänglichen Indifferenz oder gar Aversion und dem allmählichen Offenbarwerden des guten Charakters des Gegenübers hat entstehen lassen.
Die Protagonistin Claudine fällt auch auf der Ebene der Personencharakterisierung aus dem Rahmen. Zwar liefert sie, wie dies auch andere Marlittsche Protagonistinnen getan haben, mit der Blutspende, die im 19. Jahrhundert eine Operation mit ungewissem Ausgang war (das AB0-System wurde erst 1901 entdeckt), eine Kostprobe von außergewöhnlichem Mut. Die Blutspende gibt Claudine weniger aus karitativen Gründen, sondern vielmehr, um öffentlich ihre Loyalität zur Empfängerin zu demonstrieren. Während das Verhalten von Marlitts weiblichen Hauptfiguren durch Unbotmäßigkeit und Initiative gekennzeichnet ist, verhält Claudine sich darüber hinaus jedoch weitgehend passiv, was den Roman mehr als dies bei Marlitt sonst der Fall war in die Nähe des Sujets der „verfolgten Unschuld“ rückt.
Die für Marlitts Protagonistinnen sonst unverzichtbaren Samariterdienste beschränken sich auf die freundschaftliche Sorge um die kranke Herzogin; zwei weitere bei Marlitt sonst zentrale Figurenkennzeichen fehlen gänzlich: das bürgerliche Arbeitsethos und die unter außergewöhnlichen Umständen erfolgte Erziehung: Claudine hat konventionell ein Mädchenpensionat besucht. Auch hat sie mit ihren 23 Jahren und ihrer Vergangenheit als Hofdame ein höheres Alter und mehr Lebenserfahrung als die Marlittschen Trotzköpfe. Auffällig ist weiterhin die Wahl eines französischen Vornamens für die Protagonistin; Marlitt hatte französische Namen stets für negative Figuren reserviert (z. B. Reichsgräfin Gisela, Im Schillingshof). Die Einführung einer schwerkranken, ständig der Pflege bedürftigen Nebenfigur (Herzogin Elise), die beim Publikum Sympathie, Erbarmen und Mitleid weckt, ist dagegen ein typisch Marlittsches Element.
Formal fehlt die Intertextualität: die expliziten Bezüge auf andere literarische Texte, die Marlitt stets wenigstens punktuell immer wieder hatte einfließen lassen. Unverständlich ist angesichts der Endgestalt des Werkes die Wahl des Titels. Zwar hatte Marlitt schon früher Handlungsschauplätze in die Titel aufgenommen: Im Hause des Commerzienrathes und Im Schillingshof. Während in diesen beiden Fällen die bezeichneten Orte untrennbar mit dem handlungszentralen Rätsel verknüpft sind, ist das „Eulenhaus“ nicht nur ein Ort ohne jedes Geheimnis, sondern ein bloßer Nebenschauplatz, an dem sich überhaupt nichts ereignet, das die Handlungsentwicklung in irgendeiner Weise vorantreibt.

## Ausgaben (Auswahl)
- Das Eulenhaus. Bär und Hermann, Leipzig 1917.
- Das Eulenhaus. Schreitersche Verlagsbuchhandlung, 1930.
- Das Eulenhaus. Kaiser, Klagenfurt 1964, ISBN 978-3-7043-1184-9.
- Das Eulenhaus. Deutscher Literatur Verlag, Hamburg 1985, ISBN 3-87152-205-8.
- Das Eulenhaus. Kelter, Hamburg 1993.
- Das Eulenhaus. Hofenberg, 2015, ISBN 978-3-8430-3183-7.

In anderen Sprachen
- La casa de los buhos. Biblioteca “Las Grandes obras”, Buenos Aires 1915.
- La maison des hiboux. (archive.org).

Erwähnungen des Romans in der „Gartenlaube“
- Kleiner Briefkasten. In: Die Gartenlaube. Heft 20, 1887, S. 336 (Volltext [Wikisource]).
- E. Marlitt. In: Die Gartenlaube. Heft 29, 1887, S. 472–476 (Volltext [Wikisource]).
- Geschenkwerke für den Familientisch. In: Die Gartenlaube. Heft 50, 1888, S. 859 (Volltext [Wikisource]).
- Moritz Necker: Eugenie John-Marlitt. In: Die Gartenlaube. Heft 5, 1899, S. 192 (Volltext [Wikisource]).